# Trypanaeus plagiatus
Trypanaeus plagiatus är en skalbaggsart som beskrevs av Lewis 1891. Trypanaeus plagiatus ingår i släktet Trypanaeus och familjen stumpbaggar. Inga underarter finns listade i Catalogue of Life.